# UDトラックス新潟
UDトラックス新潟株式会社（ユーディートラックスにいがた）とは、新潟県新潟市に本社を置く、UDトラックス（旧:日産ディーゼル工業）が製造する自動車と、VOLVOペンタが製造する産業機械用エンジンを販売する会社である。新潟日産自動車・日産サティオ新潟を擁するNSホールディングス系列で、営業範囲は新潟県全域である。
なお、地場資本が含まれていることから、2009年1月1日に設立された日産ディーゼルトラックス（のちのUDトラックスジャパン）への統合は対象外であったが、2010年2月1日に日産ディーゼル工業がUDトラックスに商号及びブランド名を変更した際、「日産ディーゼル新潟販売株式会社」から現社名に変更した。

## 沿革
- 1970年8月 - 日産ディーゼル新潟販売株式会社設立。
- 2010年2月1日 - UDトラックス新潟株式会社に商号変更

## 拠点
- 拠点を参照。